# Gabriella Pescucci
Gabriella Pescucci (ur. 17 stycznia 1943 w Rosignano Marittimo) – włoska projektantka kostiumów filmowych i operowych. Pracowała z takimi mistrzami kina jak Federico Fellini, Sergio Leone, Ettore Scola, Tim Burton czy Terry Gilliam. Laureatka Oscara za najlepsze kostiumy do filmu Wiek niewinności (1993) Martina Scorsese.

## Życiorys
Urodziła się w Toskanii, niedaleko Livorno. Studiowała na Akademii Sztuk Pięknych we Florencji. W 1966 r. przeniosła się do Rzymu, gdzie rozpoczęła swoją karierę filmową od asystowania słynnemu kostiumografowi Piero Tosiemu. Dzięki niemu pod koniec lat 60. trafiła na plan zdjęciowy Medei (1969) Pasoliniego i Śmierci w Wenecji (1971) Viscontiego.
Od tego samego czasu zaczynała już samodzielnie projektować kostiumy do filmów czołowych włoskich reżyserów: Francesco Rosiego, Mauro Bologniniego, Federico Felliniego i Ettore Scoli. Przełomem w karierze Pescucci było Dawno temu w Ameryce (1984) Sergio Leone, gdyż film ten stanowił jej międzynarodowy debiut i przyniósł artystce pierwszą z dwóch nagród BAFTA (drugą otrzymała 5 lat później za Przygody barona Munchausena Terry'ego Gilliama).
Poza Oscarem i nagrodami BAFTA, Pescucci uhonorowano wieloma innymi cennymi wyróżnieniami, m.in.: nagrodą Goya za Agorę (2009), dwukrotnie nagrodą Emmy  za serial Rodzina Borgiów (2011) oraz dwukrotnie włoską nagrodą filmową David di Donatello za Noc w Varennes (1982) i Imię róży (1986).
Projektantka nie ograniczała się jedynie do pracy w filmie i telewizji, ale była też aktywna w projektowaniu kostiumów operowych. Stworzyła kostiumy m.in. do Traviaty w mediolańskiej La Scali, do Balu maskowego w Kennedy Center w Waszyngtonie oraz do Cyganerii we Florencji.

## Wybrana filmografia
- 1968: Siedmiu braci Cervi (I sette fratelli Cervi)
- 1970: Ludzie przeciwko sobie (Uomini contro)
- 1971: Szkoda, że jest dziwką (Addio fratello crudele)
- 1974: Czyny szlachetnego rodu (Fatti di gente perbene)
- 1975: Boska istota (Divina creatura)
- 1976: Dziedzictwo Ferramontich (L'eredità Ferramonti)
- 1978: Próba orkiestry (Prova d'orchestra)
- 1980: Miasto kobiet (La città delle donne)
- 1981: Trzej bracia (Tre fratelli)
- 1982: Noc w Varennes (La nuit de Varennes)
- 1984: Dawno temu w Ameryce (Once Upon a Time in America)
- 1986: Imię róży (Der Name der Rose)
- 1987: Rodzina (La famiglia)
- 1988: Przygody barona Munchausena (The Adventures of Baron Munchausen)
- 1989: Splendor
- 1989: Która godzina? (Che ora è?)
- 1992: Indochiny (Indochine)
- 1993: Wiek niewinności (The Age of Innocence)
- 1995: Szkarłatna litera (The Scarlet Letter)
- 1998: Uczciwa kurtyzana (Dangerous Beauty)
- 1998: Nędznicy (Les Misérables)
- 1998: Kuzynka Bette (Cousin Bette)
- 1999: Sen nocy letniej (A Midsummer Night's Dream)
- 1999: Czas odnaleziony (Le temps retrouvé)
- 2004: Van Helsing
- 2005: Charlie i fabryka czekolady (Charlie and the Chocolate Factory)
- 2005: Nieustraszeni bracia Grimm (The Brothers Grimm)
- 2007: Beowulf
- 2009: Agora
- 2010: Coś pięknego (La prima cosa bella)
- 2011: Cacko (Il gioiellino)
- 2011: Rodzina Borgiów (The Borgias)